# Стари надгробни споменици у Такову
Стари надгробни споменици у Такову (Општина Горњи Милановац) обухватају више група надгробних обележја − споменике у порти Цркве брвнаре у Такову, групу надгробника на сеоском гробљу и неколико крајпуташа и усамљених надгробника.
Таковски споменици одликују се великим варијететом форми и чине драгоцен извор за проучавање народног каменореза 19. века.

## Таково
Село Таково налази се у централном делу општине Горњи Милановац. Овуда пролазе деонице регионалног пута Горњи Милановац−Пожега и Аутопута „Милош Велики”. Таково се граничи са атарима села Семедраж, Брусница, Клатичево, Синошевићи, Лочевци и Шарани. Насеље је разбијеног типа, подељено у две висинске зоне − равничарску и брдску. Таково има шест заселака: Селиште, Ровине, Дрњице, Мрђеницу, Мекоте и Варошицу.
Таково се први пут помиње у турском дефтеру из 1525. године као село Такова. Од 18. века започиње поновно насељавање ових простора. 1724. године подигнута је првобитна, а 1795. године постојећа Црква брвнара у Такову.
У историји српског народа Таково заузима истакнуто место: на Цвети, 23. априла 1815. године, подигнут је Други српски устанак под вођством кнеза Милоша Обреновића. Овде се налазе Музеј Другог српског устанка и Знаменито место „Таковски грм”.
Сеоска слава је Друге Тројице, а на Пантелијевдан 9. августа у Такову се одржава традиционални вашар.

## Споменици у порти цркве брвнаре
Старо таковско гробље налазило се у порти цркве брвнаре. Споменици су измештени 1980−их за потребе снимања ТВ серије „Вук Караџић”. Дуго времена били су препуштени пропадању да би након чишћења и конзервирвације одабрани примерци били распоређени у југоисточни део црквене порте.
Најстарији надгробници углавном су без икаквих уреза, осим крста и рудиментарних натписа. Масивни крсташи видљиви на фотографији Анастаса Јовановића нису сачувани. Занимљивом обрадом истичу се споменици од жутог пешчара украшени геометријски конципираним шарама састављеним од више повезаних крстова. Делови орнамената често су уоквирени цик-цак урезима. На појединим споменицима приказане су представе оружја − сабљи и пушака или преслица, којима су означавани гробови жена.

## Сеоско гробље
Активно сеоско гробље налази се пар стотина метара изнад цркве брвнаре. Овде се сахрањују преминули житељи два села − Такова и оближњих Синошевића. 
Споменици из 19. и првих деценија 20. века уклапају се у опште стилске и техничке одлике каменореза таковског краја. Најстарија надгробна обележја су у виду ниских, геометријски обрађених комада камена. Највише је споменика у облику стуба са или без покривке са урезима великих удвојених крстова и епитафа. Хронолошки следе споменици у виду вертикалних плоча надвишених крстом, стубови од пешчара са завршетком „на две воде” или форме пирамиде, машински сечени надгробници од белог мермера итд. Уклесани натписи чине драгоцен извор за проучавање генезе становништва овог краја и сведоче о патријархалном животу српског села:
ОВДЕ ВЕЧНИ САН СПАВА СТОЈА (...)
А ЖЕНА ПОК. АРСЕНИЈА ИРИЋА.
ЖИВЕЛА САМ СА ЊИМ 32 ГОД.
СВОЈЕ ДЕЦЕ НИСАМ ИМАЛА.
СИРОТИЦЕ МЕ МАЈКОМ ЗВАЛЕ.

## Крајпуташи
У Такову постоје два кенотафа − „споменика над празним гробом”.

### Крајпуташ Добросаву Пауновићу у Такову
По породичном предању, Добросав Пауновић је са овог места кренуо у рат. Поздравио се са породицом и оставио аманет да му се на ту подигне споменик, ако погине. Из рата се вратио жив, али тешко оболео од тифуса. Умро је у карантину у Горњем Милановцу, где је и сахрањен у масовној гробници, у дну старог градског гробља. Укућани су 1911. године испунили аманет и подигли крајпуташ на месту растанка.

### Кенотаф у порти цркве брвнаре у Такову
Споменик је подигнут у знак сећања на три војника из Такова настрадала у Првом светском рату: Добросава Обрадовића, Рајка Антонијевића и Рајка Павловића. Исклесан је од жутог пешчара погодног за финију обраду. Обележје је облику стуба пирамидално сведеног врха. Са све четири стране украшен је флоралном орнаментиком и крстовима са стилизованим постољима. Декоративни утисак појачан је лучно урезаним деловима натиса.

## Усамљени надгробници
У Такову су лоцирана два „усамљена надгробника” подигнута лицима која су сахрањена на месту погибије:

### Усамљени надгробник Радовану Милутиновићу (†1831)
Налази се у непосредној близини Спомен-комплекса „Таковски грм”. У питању је масивни стуб „раменаш” од љутог камена, један од најстаријих тачно датираних споменика са представом „човека насмејаног лика”. На полеђини стуба уклесан је натпис:
ОВАЈ БИЉЕГ ПОДИЖЕ БОНА СУПРУГА
... ДРАГОМ СВОМЕ МУЖУ
РАДОВАНУ МИЛУТИНОВИЋУ ИЗ СИНОШЕВИЋА
КОЈИ ЈЕ ПОГИНУО ОД ВОДЕ 1831. Г.

### Усамљени надгробник Миловану Миловановићу (†1848)
Налази се у засеоку Ровине, на шумском путу за Шаране. У питању је надгробник облика стуба који је некада имао и хоризонталну надгробну плочу.  Разазнају се делови тешко читљивог натписа:
ОВД+ ПОЧИВАЕТ РАБ БОЖИ
МИЛОВАН МИЛОВАНОВИЋ ИЗ ТАКОВА
ПРЕСТАВИ СЕ 30. АП 1848 ГОД

## Спомен−обележја
У Такову постоји већи број спомен-обележја, углавном посвећених догађајима везаним за Други српски устанак.

### Спомен−обележје борцима палим у рату 1914. године
Обележје је у виду стене са омањом плочом од белог мермера. Налази се у близини Музеја Другог српског устанка, крај скретања за цркву брвнару. Постављено је 1958. године. Према речима мештана, стена је пренета из порте таковске цркве.